# Crackout
Crackout (謎の壁 ブロックくずし Nazo no Kabe: Block-kuzushi?) es un videojuego de Konami publicado en Japón para Family Computer Disk System el 13 de diciembre de 1986, y en Europa y Australia para Nintendo Entertainment System en 1991. Es un clon de Breakout, con algunos elementos adicionales que no se encuentran normalmente en otros juegos del género. También apareció para teléfonos móviles en 2001, solo en Japón, con el título Konami No Block-kuzushi Nazo No Kabe (コナミのブロックくずし謎の壁?).